# Elliott Sharp
Elliott Sharp (* 1. března 1951, Cleveland, Ohio, USA) je americký multiinstrumentalista, saxofonista, kytarista, klarinetista a hudební skladatel. Inspirovala ho i česká skupina The Plastic People of the Universe. V roce 2010 byl jedním z hudebníků, kteří zahráli na koncertě pro českého básníka Ivana Jirouse. Spolu s ním také vystoupili David Soldier, Anthony Coleman, Jonathan Kane a český hudebník Ivan Bierhanzl. Během své kariéry spolupracoval s mnoha hudebníky, mezi které patří například Bill Laswell, Eugene Chadbourne, Bobby Previte a Anthony Coleman.